# Церква Святих Безсрібників Косми і Дам'яна (Цеблів)
Церква Святих Безсрібників Косми і Дам'яна в Цеблові — дерев'яний храм УГКЦ, пам'ятка архітектури, монументального мистецтва національного значення в селі Цеблові Белзької громади Шептицького району Львівської области України.

## Історія
Відомо, що протягом 1564–1565 років у селі уже існувала парафія.
Дерев'яна церква збудована і освячена 1871 року. Будівничий — Симеон Козак. Згадану інформацію в своїй праці подає дослідник Василь Слободян. Святиня була дочірньою церквою села Жужелянів до 1930 року. А згодом стала самостійною парафією.
Стінопис храму виконав місцевий художник Ілля Петришин. У 1946—1989 роках церква закрита окупаційною владою, а її приміщення використовувалося як колгоспний склад. Богослужіння проводилися підпільно. У 1989 році парафія знову в лоні УГКЦ.
2012 року завдяки ініціативі місцевого мешканця Віктора Вергуна храм внесли до державного Реєстру пам'яток культурної спадщини національного значення. Протягом 2019 року велися реставраційні роботи церкви ззовні за 6,8 мільйона гривень.

## Парохи
- о. Онуфрій Кашубинський
- о. Мартин Лотушка (1828—1930)
- о. Кирило Селецький
- о. Володимир Ринявець
- о. Віктор Жук (1930)
- о. Дмитро Дмитраш (1990—1998)
- о. Василь Партика (від 1998)